# .sr
.sr is het achtervoegsel van domeinnamen in Suriname. .sr-domeinnamen worden uitgegeven door Telesur, dat verantwoordelijk is voor het top level domain 'sr'.